# 偷天劫車手
《偷天劫車手》（英語：Collide）是一部2016年美國和德國合拍的犯罪動作片，由伊蘭·克里維執導並與F. Scott Frazier共同撰寫劇本。電影主演包括尼可拉斯·霍特、費莉絲蒂·瓊斯、馬文·坎薩林、班·金斯利與安東尼·霍普金斯。該片定於2016年7月28日在德國上映，並於2017年2月24日在美國和臺灣上映。

## 劇情
故事敘述躲避著美國警方的凱西來到了德國，並為了支付女友茱麗葉的醫藥費，並計劃對大毒梟哈根進行一場劫案。但不料失手的他卻遭到了哈根與警方蓋蘭的全面追緝，而使凱西和茱麗葉兩人陷入窮途末路。

## 演員
- 尼可拉斯·霍特 飾 凱西
- 費莉絲蒂·瓊斯 飾 茱麗葉
- 馬文·坎薩林 飾 馬提亞斯
- 班·金斯利 飾 蓋蘭
- 安東尼·霍普金斯 飾 哈根卡爾

## 發行
在美國，相對論傳媒原本將該片排於2015年10月30日上映。然而，當相對論傳媒申請破產後，製片商該片重新出售版權。 2015年9月，宣布開路影業已獲得該片的美國發行權。2015年10月，開路影業將該片定於2016年4月1日上映。後來延期至2016年8月19日。2016年9月，電影又被延至2017年2月3日。2017年1月，電影的美國上映日又改至2017年2月24日。

### 評價
爛番茄基於21條評論，新鮮度19%，平均得分4.2／10。Metacritic獲得39分，代表「普遍不佳」的評價。據CinemaScore調查，觀眾的反應在A+至F間落於「C+」。

### 票房
在美國和加拿大，《偷天劫車手》與《逃出絕命鎮》、《搖滾藏獒》共同上映競爭，預估能從兩千零四十五間戲院中獲得300萬至400萬美元的票房。美國首週末票房收入僅150萬美元，位居當週第十三名，口碑不佳。

## 外部連結
- 互联网电影数据库（IMDb）上《偷天劫車手》的资料（英文）
- Box Office Mojo上《偷天劫車手》的資料（英文）
- Yahoo奇摩電影上《偷天劫車手》的資料（繁體中文）
- 開眼電影網上《偷天劫車手》的資料（繁體中文）